# Cleômenes III
Cleômenes III (português brasileiro) ou Cleómenes III (português europeu) (254 a.C. — 219 a.C.) foi rei da cidade grega de Esparta por dezesseis anos, de 235 até 222 a.C.,  pertenceu à Dinastia Ágida e terminou seus dias no exílio.

## Biografia

Mapa da Guerra de Cleômenes

Cleômenes era filho de Leônidas II, e se casou, muito jovem e por ordem de seu pai, com Agiatis, a viúva de Ágis IV, rei euripôntida.
Cleômenes estudou filosofia com Éfero, discípulo de Zenão de Cítio; Éfero admirava as qualidades de Cleômenes.
Com a morte de Leônidas II, Cleômenes viu que os espartanos haviam degenerado: os ricos ignoravam o interesse público, preocupando-se apenas com prazeres e ganhos pessoais, os pobres perderam a prontidão para a guerra e a disciplina, e ele era rei apenas nominalmente, com todo o poder nas mãos dos éforos. Ele dedicou-se à restauração das antigas instituições espartanas, atribuídas ao legislador Licurgo.
Sua mãe se chamava Cratesicleia, e, para ajudar o filho, ela se casou de novo com um cidadão de influência.
Pretendendo seduzir o exército com expedições gloriosas, atacou a Liga Aqueia (em 227 a.C.) e sublevou quase toda a Arcádia, chegando a ameaçar Argos.
Fortalecido com essas vitórias, surpreendeu a todos mandando executar os Éforos, representantes da oligarquia espartana. Depois, substituiu o senado por magistrados, chamados Patrônomos, incorporou os lacônios como cidadãos e promoveu uma ampla divisão de terras.
Após colher várias vitórias contra Antígono Doson, rei da Macedônia, a sorte da guerra deixou de favorecê-lo, conseguindo apenas manter uma parte da Acádia. Caído em desgraça, refugiou-se na corte de Ptolomeu III Evérgeta, rei do Egito, mas incompatibilizou-se com o novo faraó, Ptolomeu IV Filopátor, e acabou sendo preso. Tendo fugido da prisão, tentou, com um grupo pequeno de companheiros, sublevar o povo de Alexandria contra o rei, mas seu intento fracassou. Desistindo da revolta, Cleômenes III e seus companheiros cometeram suicídio pela espada. Seus dois filhos com Agiatis, sua mãe Cratesicleia e as esposas e filhos dos seus companheiros foram, em seguida, mortos por ordem de Ptolemeu IV Filopátor.